# Anaglyptus ambiguus
Anaglyptus ambiguus là một loài bọ cánh cứng trong họ Cerambycidae.